# Sykstus V

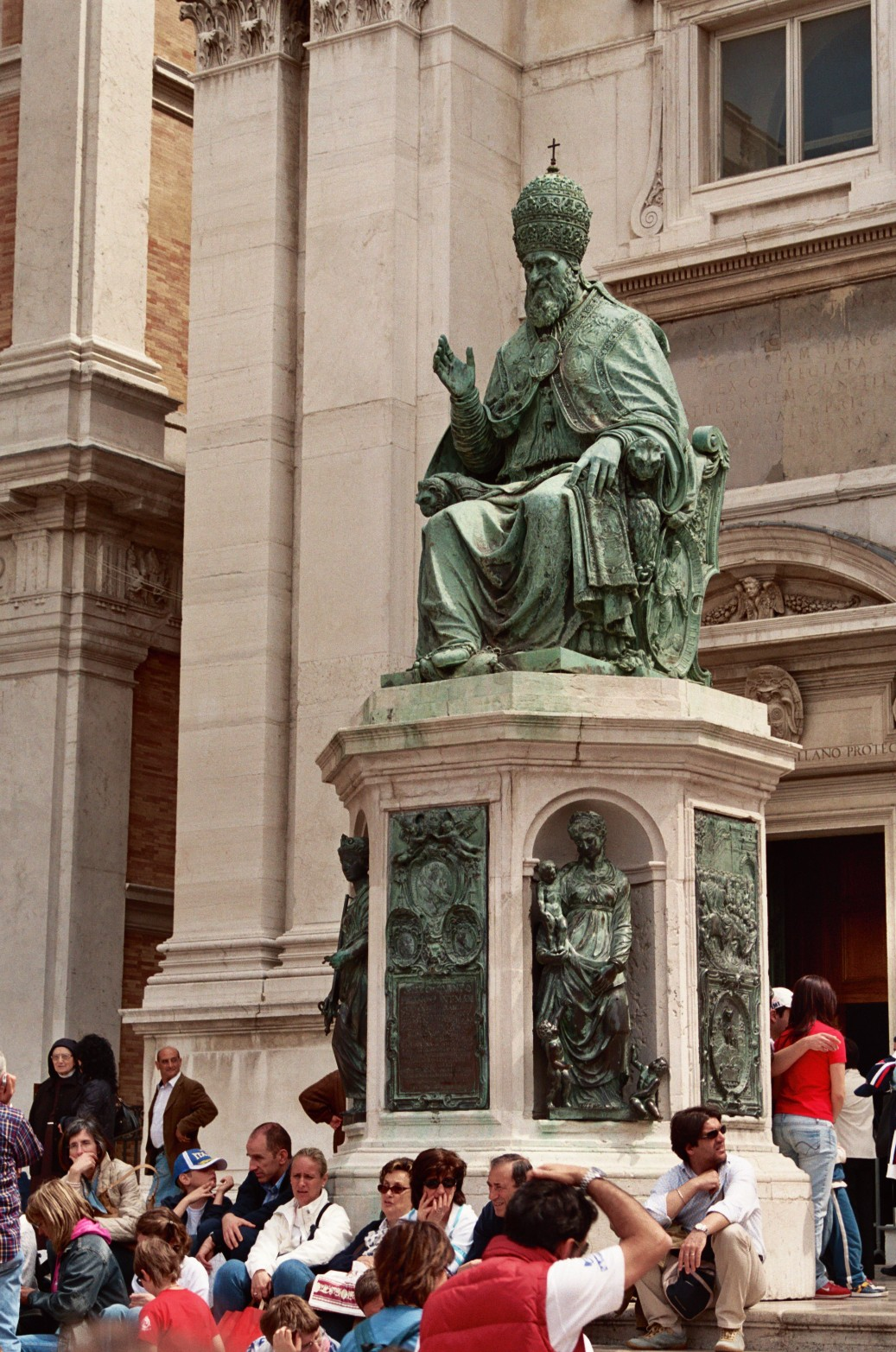
Pomnik Sykstusa V w Loreto

Sykstus V (łac. Xystus  V, właśc. Felice Peretti OFMConv lub Felice Peretti di Montalti; ur. 13 grudnia 1521 w Grottammare, zm. 27 sierpnia 1590 w Rzymie) – papież w okresie od 24 kwietnia 1585 r. do 27 sierpnia 1590 r.

## Życiorys

### Wczesne życie
Pochodził z biednej rodziny – był synem rolnika; jego matką była Marianna da Frontillo. Edukacją Felice zajął się wuj, franciszkanin konwentualny. Wkrótce (w 1533 r.) Felice sam wstąpił do zakonu. Wykazywał wielki zapał do nauki; otrzymywał najwyższe stopnie zarówno w szkole w Fermo, jak i na uniwersytetach w Bolonii i Ferrarze. W 1547 r. otrzymał święcenia kapłańskie. Uzyskał doktorat z teologii w 1548 r. Wkrótce zdobył uznanie jako wybitnie inteligentny dysputant i świetny kaznodzieja. W latach 1557–1560 był inkwizytorem generalnym w Wenecji. W 1561 r. został prokuratorem generalnym, a w 1566 r. wikariuszem generalnym zakonu franciszkanów. W tym samym roku został wybrany biskupem S. Agata dei Goti, a rok później otrzymał sakrę. 17 maja 1570 r. papież Pius V mianował go kardynałem. W latach 1571–1577 był także biskupem Fermo. Znany był odtąd jako Kardynał Montalto. W Kurii Rzymskiej został przydzielony do Kongregacji ds. Biskupów oraz Kongregacji Indeksu, został także członkiem komisji inkwizycyjnej badającej zarzuty o herezję wobec prymasa Hiszpanii Bartolomé Carranzy.

### Pontyfikat
Po śmierci papieża Grzegorza XIII został 24 kwietnia 1585 r. jednogłośnie wybrany na papieża, przybierając imię Sykstus V. Mimo że panował dość krótko, zdołał przeprowadzić w Watykanie liczne reformy – uporządkował finanse Watykanu (wzbogacił pusty skarbiec papieski) i zreformował Kurię Rzymską – utworzył 15 Kongregacji Kardynalskich, które miały za zadanie samodzielnie wykonywać zlecone zadania. Zreformował też Kolegium Kardynałów – postanowił, że kardynałów będzie nie więcej, niż 70: 6 kardynałów biskupów, 50 kardynałów prezbiterów i 14 kardynałów diakonów; to ustalenie przetrwało aż do 1958 r. Bezwzględnie rozprawił się z przestępczością – skazał tysiące bandytów, a także mnichów i ich kochanki, na publiczne stracenie, z powodu czego nazwany został „żelaznym papieżem”. W 1588 r. w odpowiedzi na tendencje reformacyjne i przenikanie obrzędów ludowych do liturgii katolickiej utworzył Kongregację Obrzędów, która „miała strzec przepisanych ceremonii Kościoła i nie dopuszczać jakiejkolwiek ich skazy”. Otaczał opieką miasta, nadał prawa miejskie Montalto i Loreto. Pomagał rolnikom – osuszył dolinę rzeki Chiani koło Orvieto i Błota Pontyjskie.
Popierał finansowo Ligę Katolicką w jej wojnach religijnych w zachodniej Europie, oraz królów polskich Stefana Batorego i Zygmunta III Wazę, upatrując w tym pierwszym przywódcę krucjaty antytureckiej, która miałaby doprowadzić do całkowitego wyzwolenia Węgier spod panowania tureckiego. Początkowo papież poparł hiszpańskiego króla Filipa II i ekskomunikował Henryka z Nawarry, lecz gdy pojawiła się możliwość przejęcia korony francuskiej przez Henryka i jego konwersja na katolicyzm, Sykstus sprzeciwił się Filipowi II, ryzykując zerwanie stosunków dyplomatycznych. Nakłaniał również tolerancyjnego cesarza Rudolfa II do prześladowania protestantów. „Żelazny papież”, jako były inkwizytor, ustanowił również dodatkowe trybunały inkwizycyjne. Ogłosił św. Bonawenturę, doktorem Kościoła.
Zasługą Sykstusa było wydanie dobrego tekstu Septuaginty. Nad tzw. Wulgatą sykstyńską pracował przez osiemnaście miesięcy. Po ukończeniu prac, w kwietniu 1590 r., wydał bullę „Aeternus Ille”, w której ogłosił Wulgatę swojego autorstwa jedynym prawowitym tłumaczeniem tekstu Pisma Świętego, a wszelkich prób ingerencji w jego treść bądź wydania Biblii, w języku innym niż łacina zabronił pod groźbą ekskomuniki. Zasugerował również, że wszystkie wydania odbiegające swoją treścią od jedynego „prawdziwego, obowiązującego, autentycznego i nie kwestionowanego” przekładu powinny zostać zniszczone. Jako że Sykstus podczas prac nad swoim dziełem kierował się własną wyobraźnią, w twórczym zapędzie pozmieniał układ rozdziałów i numerację wersów, a czasem nawet pomijał całe wersy, o ile nie pasowały do jego wizji. Stworzona w ten sposób Wulgata nie zyskała uznania kardynałów, którzy po śmierci autora wstrzymali jej druk i rozpoczęli akcję masowego odkupywania już sprzedanych egzemplarzy – rzekomo na mocy ostatniej woli Sykstusa V – by je następnie zniszczyć.
W Rzymie zbudował akwedukty Aqua Marcia i Aqua Felice i dostarczył wodę m.in. na pozbawione jej dotąd wzgórza rzymskie. Dzięki temu mogły być na nowo zabudowane i zamieszkane. Przebudował papieski Pałac Laterański, zachowując antyczną Scala Santa, i powiększył również należący do papieży pałac na Kwirynale. Zmienił układ ulic, by połączyć szerokimi traktami wszystkie cztery bazyliki większe. Położył fundament pod Schody Hiszpańskie. Rozbudował Pałac Watykański, wystawił nowy gmach dla Biblioteki Watykańskiej. Udało mu się też ukończyć kopułę bazyliki św. Piotra według projektu Michała Anioła. Nie miał szacunku dla budowli antycznych i wiele z nich zburzył, m.in. Septizonium i Termy Dioklecjana. Niektóre odnowił, przydając im elementy chrześcijańskie. Kolumny Trajana i Antonina poświęcił św. Piotrowi i św. Pawłowi. Na obelisku Nerona, przeniesionym na środek placu św. Piotra, kazał ustawić relikwiarz z kawałkami Krzyża Pańskiego.
Kreował 33 kardynałów na ośmiu konsystorzach. Jego głównym współpracownikiem był jego prasiostrzeniec Alessandro Peretti de Montalto, który został kardynałem w wieku zaledwie 14 lat.
Sykstus V zmarł w wieku 68 lat.